# Campionats del món de ciclisme en ruta de 2016
Els Campionats del món de ciclisme en ruta de 2016 es disputaren del 9 al 16 d'octubre de 2016 a Doha, al Qatar.

## Programa de les proves
| 9 d'octubre               | 14h 10'        | 15h 20'        | Contrarellotge per equips femenins  | 40 km          | 40 km   |        |        |        |        |
| 9 d'octubre               | 15h 20'        | 16h 40'        | Contrarellotge per equips masculins | 40 km          | 40 km   |        |        |        |        |
| Contrarellotge individual |                |                |                                     |                |         |        |        |        |        |
| 10 d'octubre              | 09h 30'        | 10h 40'        | Contrarellotge femenina júnior      | 13,7 km        | 13,7 km |        |        |        |        |
| 10 d'octubre              | 11h 30'        | 15h 50 '       | Contrarellotge masculina sub-23     | 28,9 km        | 28,9 km |        |        |        |        |
| 11 d'octubre              | 9h 00'         | 12h 30'        | Contrarellotge masculina júnior     | 28,9 km        | 28,9 km |        |        |        |        |
| 11 d'octubre              | 13h 30'        | 16h 45'        | Contrarellotge femenina             | 28,9 km        | 28,9 km |        |        |        |        |
| 12 d'octubre              | 13h 45'        | 16h 05'        | Contrarellotge masculina            | 40 km          | 40 km   |        |        |        |        |
| Cursa en línia            | Cursa en línia | Cursa en línia | Cursa en línia                      | Cursa en línia | Voltes  | Voltes | Voltes | Voltes | Voltes |
| 13 d'octubre              | 12h 00'        | 15h 55'        | Cursa en línia masculina sub-23     | 166 km         | 10      |        |        |        |        |
| 14 d'octubre              | 08h 30'        | 10h 30'        | Cursa en línia femenina júnior      | 74,5 km        | 4       |        |        |        |        |
| 14 d'octubre              | 13h 15'        | 12h 15'        | Cursa en línia masculina júnior     | 135,5 km       | 8       |        |        |        |        |
| 15 d'octubre              | 12h 45'        | 16h 20'        | Cursa en línia femenina             | 134,5 km       | 7       |        |        |        |        |
| 16 d'octubre              | 10h 30'        | 16h 35'        | Cursa en línia masculina            | 257,5 km       | 7       |        |        |        |        |

## Medallistes

### Homes
- Contrarellotge individual

| Posició | Nom                  | País     | Temps    |
| ------- | -------------------- | -------- | -------- |
| Or      | Tony Martin          | Alemanya | 44:42,99 |
| Plata   | Vasil Kirienka       | Belarús  | 45:28,04 |
| Bronze  | Jonathan Castroviejo | Espanya  | 45:53,90 |

- Contrarellotge per equips

| Posició | Nom | País                              | Temps    |
| ------- | --- | --------------------------------- | -------- |
| Or      | Bob Jungels ( Luxemburg) · Marcel Kittel ( Alemanya) · Yves Lampaert ( Bèlgica) · Tony Martin ( Alemanya) · Niki Terpstra ( Països Baixos) · Julien Vermote ( Bèlgica)           | Etixx-Quick Step · ( Bèlgica)     | 42:32,39 |
| Plata   | Rohan Dennis ( Austràlia) · Stefan Küng ( Suïssa) · Daniel Oss ( Itàlia) · Taylor Phinney ( Estats Units) · Manuel Quinziato ( Itàlia) · Joseph Rosskopf ( Estats Units)         | BMC Racing Team · ( Estats Units) | 42:44,08 |
| Bronze  | Luke Durbridge ( Austràlia) · Alexander Edmondson ( Austràlia) · Michael Hepburn ( Austràlia) · Daryl Impey ( Sud-àfrica) · Michael Matthews ( Austràlia) · Svein Tuft ( Canadà) | Orica-BikeExchange · ( Austràlia) | 43:09,51 |

- Ruta

| Posició | Nom            | País       | Temps   |
| ------- | -------------- | ---------- | ------- |
| Or      | Peter Sagan    | Eslovàquia | 5:40:43 |
| Plata   | Mark Cavendish | Regne Unit | 5:40:43 |
| Bronze  | Tom Boonen     | Bèlgica    | 5:40:43 |

### Dones
- Contrarellotge individual

| Posició | Nom            | País          | Temps    |
| ------- | -------------- | ------------- | -------- |
| Or      | Amber Neben    | Estats Units  | 36:37,04 |
| Plata   | Ellen van Dijk | Països Baixos | 36:43,03 |
| Bronze  | Katrin Garfoot | Austràlia     | 36:45,36 |

- Contrarellotge per equips

| Posició | Nom | Equip                            | Temps    |
| ------- | --- | -------------------------------- | -------- |
| Or      | Evelyn Stevens ( Estats Units) · Elizabeth Deignan ( Regne Unit) · Chantal Blaak ( Països Baixos) · Ellen van Dijk ( Països Baixos) · Karol-Ann Canuel ( Canadà) · Christine Majerus ( Luxemburg) | Boels Dolmans · ( Països Baixos) | 48:41,62 |
| Plata   | Lisa Brennauer ( Alemanya) · Trixi Worrack ( Alemanya) · Elena Cecchini ( Itàlia) · Alena Amialiusik ( Belarús) · Hannah Barnes ( Regne Unit) · Mieke Kröger ( Alemanya)                          | Canyon–SRAM · ( Alemanya)        | 49:29,86 |
| Bronze  | Joëlle Numainville ( Canadà) · Lotta Lepistö ( Finlàndia) · Stephanie Pohl ( Alemanya) · Ashleigh Moolman-Pasio ( Sud-àfrica) · Lisa Klein ( Alemanya) · Ciara Horne ( Regne Unit)                | Cervélo–Bigla · ( Alemanya)      | 50:38,09 |

- Ruta

| Posició | Nom               | País          | Temps   |
| ------- | ----------------- | ------------- | ------- |
| Or      | Amalie Dideriksen | Dinamarca     | 3:10:27 |
| Plata   | Kirsten Wild      | Països Baixos | 3:10:27 |
| Bronze  | Lotta Lepistö     | Finlàndia     | 3:10:27 |

### Sub-23
- Contrarellotge individual

| Posició | Nom                   | País      | Temps    |
| ------- | --------------------- | --------- | -------- |
| Or      | Marco Mathis          | Alemanya  | 34:08,09 |
| Plata   | Maximilian Schachmann | Alemanya  | 34:26,72 |
| Bronze  | Miles Scotson         | Austràlia | 34:46,07 |

- Ruta

| Posició | Nom                  | País     | Temps   |
| ------- | -------------------- | -------- | ------- |
| Or      | Kristoffer Halvorsen | Noruega  | 3:40:53 |
| Plata   | Pascal Ackermann     | Alemanya | 3:40:53 |
| Bronze  | Jakub Mareczko       | Itàlia   | 3:40:53 |

## Medaller
| Pos.  | País          | Or | Plata | Bronze | Total |
| 1     | Alemanya      | 2  | 4     | 0      | 6     |
| 2     | Estats Units  | 2  | 2     | 1      | 5     |
| 3     | Països Baixos | 2  | 2     | 0      | 4     |
| 4     | Dinamarca     | 2  | 1     | 0      | 3     |
| 5     | Itàlia        | 1  | 1     | 1      | 3     |
| 6     | Bèlgica       | 1  | 0     | 1      | 2     |
| 6     | Noruega       | 1  | 0     | 1      | 2     |
| 8     | Eslovàquia    | 1  | 0     | 0      | 1     |
| 9     | Belarús       | 0  | 1     | 0      | 1     |
| 9     | Regne Unit    | 0  | 1     | 0      | 1     |
| 11    | Austràlia     | 0  | 0     | 3      | 3     |
| 12    | Suïssa        | 0  | 0     | 2      | 2     |
| 13    | Espanya       | 0  | 0     | 1      | 1     |
| 13    | Finlàndia     | 0  | 0     | 1      | 1     |
| 13    | França        | 0  | 0     | 1      | 1     |
| Total | Total         | 12 | 12    | 12     | 36    |